# Siphonaria diemenensis
Siphonaria diemenensis är en snäckart som beskrevs av Jean René Constant Quoy och Joseph Paul Gaimard 1833. Siphonaria diemenensis ingår i släktet Siphonaria och familjen Siphonariidae. Inga underarter finns listade i Catalogue of Life.

## Bildgalleri

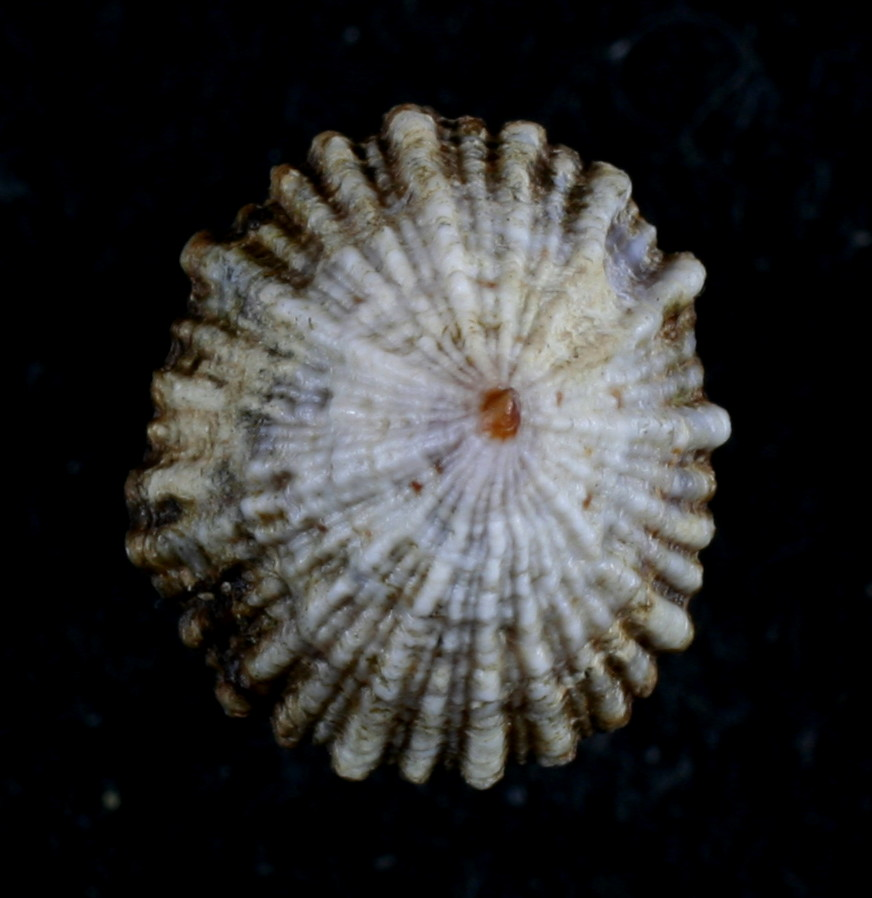